# Кето

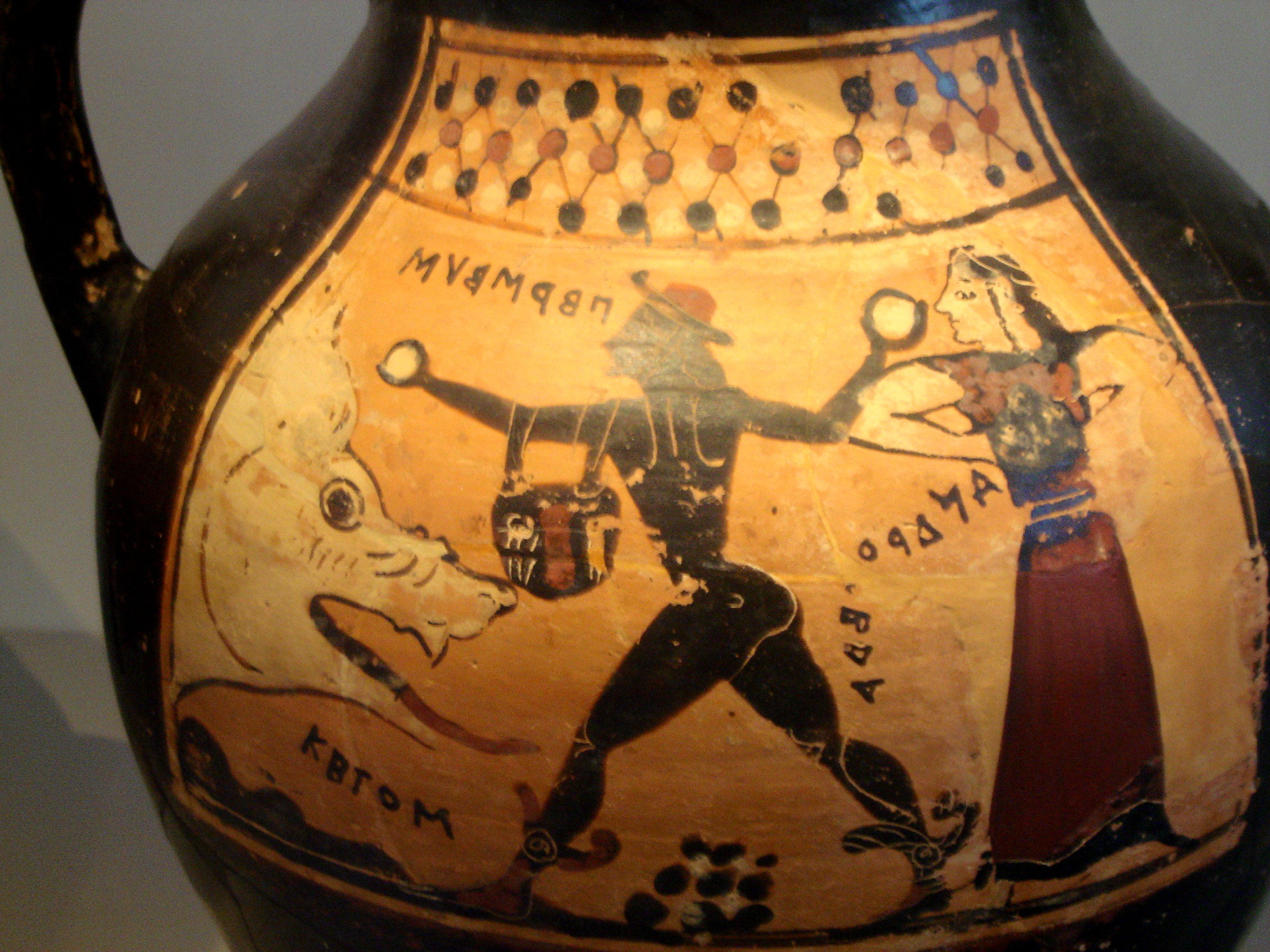
Давньогрецька ваза із зображенням Персея, Андромеди і Кето.

Кето (дав.-гр. Κητώ, в пізнішій вимові «Кіто») — персонаж давньогрецької міфології, ім'я якого походить від слова «кітос» (дав.-гр. κῆτος — «морське чудовисько»), від якого походить і слово «кит».

## Родинні зв'язки
Кето — дочка Геї і Понта, сина Геї.
Кето була одружена зі своїм братом Форкієм, богом бурхливого моря.
Діти Кето (так звані форкіди): дракон Ладон, німфа Фооса, Єхидна (за версією), граї (Еніо, Пемфредо і Дейно), горгони (Евріала, Сфено і Медуза), сирени (за версією), геспериди (за версією). Також є переказ, що вона і Форкій були батьками Троянського морського звіра, якого закликав з глибин морських сам Посейдон, щоб помститися жителям Трої, які не здійснили жертвоприношення на його честь (Посейдон захистив межі міста, але цар не віддячив йому).

## Зовнішність

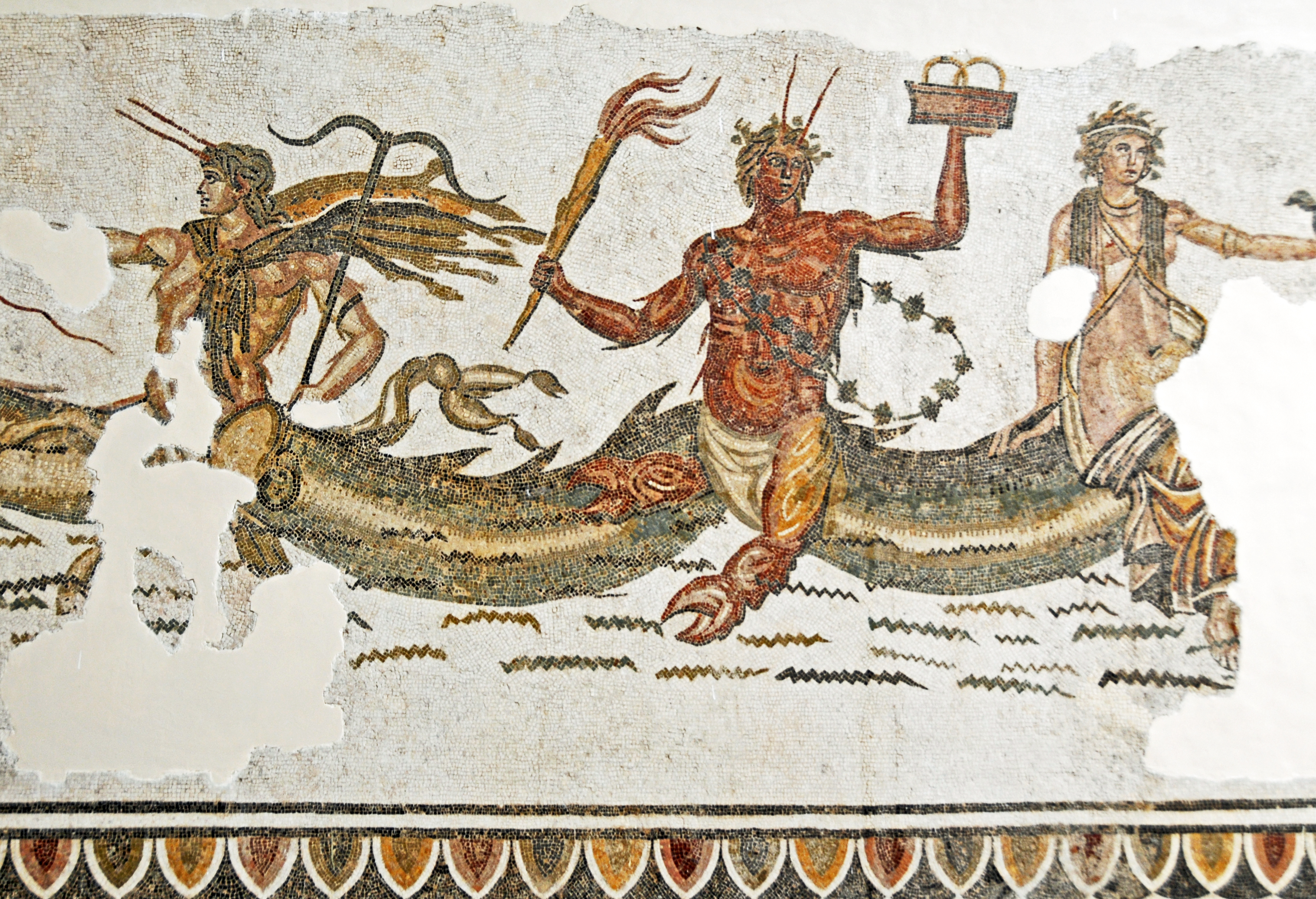
Форкій і Кето

Зовнішність Кето відрізняється в різних варіантах легенд. У деяких вона — прекрасна жінка (за Гесіодом, «прекрасноланітна»), в інших — вона з самого народження потворна стара, втілює жахи моря.

## Роль
Кето була богинею морської безодні, а також чудовиськ, що мешкають в цих нетрях. В деяких варіантах легенд Кето сама була чудовиськом глибин.
Кето — морське чудовисько, на поталу якому була виставлена Андромеда (або це чудовисько було одним з її численних дітей). Персей перетворив його на камінь.

## Тлумачення
За раціоналістичним тлумаченням, був цар Кітон, який наклав данину на Трою, але був убитий військами Геракла і Лаомедонта. Можливо, ім'я Кето пов'язане з ними.